# Corydoras lamberti
Corydoras lamberti är en fiskart som beskrevs av Han Nijssen och Isbrücker, 1986. Corydoras lamberti ingår i släktet Corydoras och familjen Callichthyidae. Inga underarter finns listade i Catalogue of Life.